# Nati Cañada
Nati Cañada (Oliete, Teruel, 1942 o 1946) es una retratista española. 

## Biografía
Hija y hermana de artistas (su padre fue el pintor Alejandro Cañada).  Estudió Bellas Artes en las Escuelas de San Carlos de Valencia y San Fernando de Madrid, a partir de su licenciatura comienza la búsqueda de su mundo artístico, de su estilo como manifestación propia para tener una dicción pictóricia personalizada .
Su estilo ha recibido la denominación de realismo mágico, cuenta con una larga carrera expositiva. Sus obras tienen una amplia presencia y difusión en Europa y América. Ha Llevado a su pintura a los actuales reyes y príncipes de España, así como a primeras damas de América y a personajes notorios como el escritor Gabriel García Márquez .

## La obra de Cañada
Según Alejandro Monaj, las obras de Cañada son de minucioso tratamiento, hay un apaciguamiento de los fondos en los que la desmaterialización de lo real es constante. Nos ofrece un mundo reposado y distante donde el recuerdo, la ensoñación, la ausencia, el tiempo, nos asoman a los límites de una realidad siempre trascendida .
En palabras de la artista: "La pintura es mi modo de vida. No me veo haciendo otra cosa. Tampoco es que quiera dedicarme a otra actividad". 
Cañada se convirtió en foco de atención cuando falleció el "Rey del Pop", Michael Jackson, ya que retrató al ídolo, también al Rey Juan Carlos de España, la reina Doña Sofía, la infanta Doña Cristina; Ana de Francia, la duquesa de Calabria; Vicente Fox; Ricardo Maduro; Gonzalo Sánchez de Lozada; el cantante Raphael; la modelo Inés Sastre; el tenor Plácido Domingo; el escritor Gabriel García Márquez, entre muchos más . 

## Estilo de la obra
Sus cuadros reciben el denominativo de realismo mágico, por los tonos pardos, rojizos, verdes o terrosos que utiliza en óleo sobre tabla, y que cuelgan en las paredes de palacios, casas presidenciales, ministerios, instituciones, mansiones y museos de países europeos y americanos. 
Su trabajo inicia teniendo una entrevista con la persona interesada en obtener un retrato. Cañada toma varias fotos, desde varios ángulos, capta los gestos, las miradas, las posturas, luego el resto corre por su cuenta en su hogar en Madrid, donde le lleva meses y horas concretar un cuadro y plasmar en él los mensajes ocultos, la personalidad íntegra de las personas .
Cañada ha sabido acoger los rasgos físico y psicológicos en el lienzo, casi siempre resuelto en ocres, tierras y sienas que confieren un aire dorado a sus cuadros. Ella viaja a distintos países de América Latina al menos dos veces al año para llevar a cabo los retratos que le encargan .

## Etapas de su trayectoria.
Comenzó en Zaragoza mostrando sus cuadros de grupos de figuras de los años 60-70, en los que su propia familia aparece en composiciones a modo de dioses lares. Luego viene la etapa mística de los 80-90, que proporciona una ingravidez a sus figuras que se funden en nubes y cielos, con una blancura ciertamente inmaterial. Sus bodegones y naturalezas muertas de esta época son bellísimas. De 1990-2000 la desmaterialización se hace aún mayor y los objetos se hacen ingrávidos por completo. Parece que la autora se aísla de la realidad y crea su propio mundo más allá de las cosas circundantes. Las figuras y los objetos se sitúan en una ensoñación que los caracteriza como visiones oníricas.
La arqueología clásica fragmentada o las escenas bíblicas con el Cristo como protagonista se dan cita en una siguiente etapa donde la artista pareciera asumir las dos raíces fundamentales de la cultura de Occidente: Grecia y Roma por un lado, el cristianismo, por otro. El color sepia se instala en su iconografía trabajada con frecuencia sobre tabla. Cañada es una artista de evolución silente y progresiva en una continua indagación sobre el lenguaje pictórico .

## Formación y deformaciones (1960-1970)
Los primeros dibujos de Cañada son del verano del 1957, en Oliete, los hermanos, la iglesia, las calles del pueblo, un autorretrato que se ha perdido. Comenzó a ir al estudio de mi padre cuando todavía iba al colegio, y completamente influida por él aprendió: carboncillo, estatua, bodegón, retrato. Más tarde asistió a la Escuela de Bellas Artes. Al mudarse a Madrid, su obra sufre la deformación, se desmanda del todo. Es apasionante, no hay dibujo, ni proporción, ni claroscuro obligatorio.
En la década de los 70 estuvo varios años pintando niñas de primera comunión y Pretéritos. Más tarde, en los 80´s el trazo se vuelve más fino, la pintura más delicada. Los fondos se apaciguan, azul gris liso, como si fuera el espacio vacío. Las figuras, los retratos, los bodegones, todo es cada vez más transparente, las telas siempre blancas, todo lo blanco le atrae de manera especial .

## Desmaterizaciones y evolución de la materia (1990-2000).
En fondos azules tan limpios, van apareciendo unas nubes, primero blancas, luego más grises y al final casi tormentosas. Las nubes representan para Cañada, el estado de ánimo de una persona. Se interesa más por la materia, pinta personas con ropa mojada, árboles, hojas, frutas, papeles arrugados, roturas, cerámicas. 
Comienza a hacer un dibujo sepia pero con pincel y prueba sobre un dibujo ya iniciado,  obteniendo una especie de antigua foto amarillenta, monocroma, con manchas y desperfectos. Es un "cuadro hallazgo" y "cabeza de serie". Aquí no es que la materia sea sutil, pero estática, es que está en continua evolución, expresa la artista.
Retratos,  es una selección, entre los más de 4.000 de retratos que ha pintado Cañada, ordenados por orden cronológico. Reflejo el gran gusto de la artista hacia la elaboración de retratos: “Muchas veces lo he dicho, lo que más me gusta pintar, es el retrato " .